# Fragmentum Bodleianum
Das Fragmentum Bodleianum (Nr. 921 nach Rahlfs, Siglum Δ) ist das Fragment einer Pergamenthandschrift aus dem 4. oder 5. Jahrhundert. Es enthält den Text aus dem biblischen Buch Daniel 14,20–41 (Bel und der Drachen) in der Fassung von Theodotion in griechischer Sprache (Septuaginta) mit Lücken (Lacunae). Es sind zwei Blätter erhalten, die in Unzialen über einem älteren Text, einer Homilie etwa aus dem 4. Jahrhundert, beschrieben sind.
Die Blätter wurden in Ägypten erworben und 1888 an die Bodleian Library in Oxford gegeben. Dort befinden sie sich mit der Signatur Ms. Gr. bibl. d. 2 (P).